# Roštejnská obora
Roštejnská obora este o arie protejată (arie specială de conservare — SAC, sit de importanță comunitară — SCI) din Republica Cehă întinsă pe o suprafață de 49,88 ha, integral pe uscat.

## Localizare
Centrul sitului Roštejnská obora este situat la coordonatele 49°15′13″N 15°25′43″E / 49.253611°N 15.428611°E.

## Înființare
Situl Roštejnská obora a fost declarat sit de importanță comunitară în noiembrie 2009 pentru a proteja 1 specie de animale. Situl a fost protejat și ca arie specială de conservare în ianuarie 2016.

## Biodiversitate
Situată în ecoregiunea continentală, aria protejată nu include niciun habitat protejat.
La baza desemnării sitului se află o specie protejată de  mamifere: liliac cârn (Barbastella barbastellus).